# 7431 Jettaguilar
7431 Jettaguilar este o planetă minoră (asteroid), cu un diametru de 7,846 km, din centura de asteroizi. A fost descoperită pe 19 martie 1993 la Observatorul La Silla de Uppsala–ESO Survey of Asteroids and Comets⁠(d). 
Obiectul prezintă o orbită caracterizată de o semiaxă mare de 3,0966228 UAi, o excentricitate de 0,13, o înclinație de 1,82231 ° în raport cu ecliptica.